# ناشط مجتمعي
الناشط المجتمعي Society Activist هو ذلك الفرد من المجتمع الذي يمتلك خلفية واسعة من المعارف والمعلومات لمجريات الاحداث التي تجري في المجتمع ويعمل بشكل طوعي لإيجاد الحلول المطابقة للواقع، وهو يسعى إلى تطبيق التطبيق البنود القانونية والدستورية وتفعيلها لضمان حقوق الافراد والمجتمع، وهو يستخدم الطرق المدنية المتاحة في سبيل الولوج نحو تحقيق المساواة والعدالة الاجتماعية، متجردا من كل الايديولوجيات والمبادئ السياسية والدينية والقومية التي يؤمن بها.

## ديناميكية عمل الناشط المجتمعي
يتخذ الناشط المجتمعي عدة ادوار في المجتمع استنادا إلى المواضيع التي يتبناها:
- دور رقابي لعمل المؤسسات الحكومية والغير الحكومية من حيث الخدمات والحقوق والواجبات التي يجب تقديمها إلى المواطن، فتارة يقوم بتجميل الأعمال المقدمة من قبل الجهات المنفذة، وتارة أخرى يركز على الثغرات والنواقص الميدانية للعمل.
- دور وسيط الذي يسعى إلى إيصال هموم ومطالبات المجتمع إلى اصحاب القرار، أي يكون مرآة للأنشطة التنفيذية للمؤسسات الحكومية والغير الحكومية.
- دور تكميلي في تقديم الخدمات إلى الأفراد في الظروف القاهرة، فهو يعمل على ان يكون محور ما بين الجهات الداعمة سواء كانت حكومية أو أهلية إلى الأفراد المعنيين.
- دور تحذيري فهو يسعى إلى لفت انتباه السلطات التنفيذية إلى ثغرات والقضايا التي تشكل تهديدا عاجلا أو أجلاً في المجتمع.
- دور نيابي قد ينوب عن المجتمع في طرح مواضيع للأعلام أو السلطات المعنية تحت مسمى جماعي لا فردي.

## المؤهلات الذاتية الواجبة على الناشط المجتمعي امتلاكها
الدراية تامة على تشخيص المشاكل التي تواجه المجتمع، والإلمام بالقوانين النافذة في البلاد.
الحيادية في طرح المواضيع والقضايا التي تمس أفراد المجتمع.
الطوعية في العمل أي ان لا يكسب اجر مادي جراء تقديم فعالياته المدنية.
المهنية في اتباع الخطوات المدنية والاستدلال بالبنود والمواد القوانين المساندة لقضيته.
الشعبية والانفتاح مع المؤسسات الإعلامية ومنصات التواصل الاجتماعي.
الانسيابية في طرح المواضيع وتبنى نهج مرن للحفاظ على سلمية المطالبات.
المصداقية والائتمان، يجب ان يتحلى بمصداقية وثقة المجتمع.
الخبرة التامة في ألقاء الخطب في مواجهة الجماهير والجهات المسؤولة، والخبرة اللغوية في كتابة المناشير.
عدم التمييز وفق أسس دينية أو قومية أو ايديولوجيات أخرى.

## الآليات المدنية
لقاءات فردية مع الجماهير والسلطات المسؤولة سواء كانت حكومية أو غير حكومية.
منحى إعلامي التوجه نحو المنابر الإعلامية.
التظاهر السلمي
العصيان المدني
حملات تضامن ومناصرة

## الاختلاف ما بين الناشط المجتمعي وبقية النشطاء
يختلف الناشط المجتمعي مع الناشط المدني من حيث الجوهر فان مفهوم الناشط المدني في القواميس اللغة الإنكليزية اشارت إلى المدافع أو الناشط في مجال الحقوق المدنية  Civil Rights Activist وهو الزعيم في الحركة السياسية مكرس لتأمين تكافؤ الفرص لأفراد مجموعات الأقليات ([). أي الافراد الذين يعملون على توثيق الحقوق المدنية ونبذ التمييز العنصري والتهميش للأقليات وبسط المساواة والعدالة الاجتماعية.
أما مفهوم الناشط المجتمعي فهو اشمل في نطاقه والالياته فهو يعمل تضمين الحقوق المدنية لكن بشكل محدود. لان مفهوم المجتمع المدني لم يصل إلى مرحلة النضوج في الدول العربية، لذا يرز دور الناشط المجتمعي أكثر من المدني.
وكذلك الحال مع الناشط الحقوقي أو المدافع الحقوقي Human Rights Activist والذي يشير إلى  «أي شخص يعمل في مجال حقوق الإنسان سواء بشكل فردي أو جماعي للدفاع عن القضايا الاجتماعية وحماية الإنسان من الانتهاكات التي قد يتعرض لها بأي شكل يُخالف القوانين الدولية. وهذا تعريف واسع النطاق، فهو يضم كل الناشطين المهنيين وغير المهنيين في مجال حقوق الإنسان وايضاً المتطوعين والصحفيين والمحامين أو أي شخص آخر».
فان النشاط المجتمعي يكرس جهوده في سياق القوانين المحلية والعالمية في سبيل تنفيذ غاياته لكن يختلف الحال مع المجتمعات الحديثة عن الديمقراطية، فان المناصرة والتضامن في بعض الحالات لا تستوجب المعرفة في الشؤون القانونية.
ويختلف الناشط المجتمعي مع الناشط السياسي من حيث الرؤيات وايديلوجيات فان الناشط السياسي يسعى إلى إيصال وجهاته السياسية أو وصف فكر أو عقيدة سياسية، الا ان الناشط المجتمعي فهو مجرد من كل الايديولوجيات والعقائد والصفات العنصرية، فهو يسعى إلى رفع القيم الإنسانية وتحقيق العدالة للمواطنين وطبقات المجتمع.
والناشط المجتمعي يختلف مع المدون الإلكتروني الذي ينشر عن قضية أو حالة اجتماعية، فالمدون الإلكتروني الذي ينشر عبر وسائل التواصل الاجتماعي أو المنتديات أو الصحف، هو فقط يتبنى حالة لاستبيانه. إنما وظيفة الناشط المجتمعي فهو يجتاز ذلك يتبنى قضية جوهرية مستخدما شتى الطرق الإلكترونية أو لنسميها النظرية والعملية التي هي إحدى الآليات المدنية أو كلها في سبيل تحقيق المساواة والعدالة المجتمعية أو لاسترداد الحقوق لذويها.